# István Stefanov
István Stefanov (Budapest, Hungría; 19 de julio de 1964 - 5 de diciembre de 2024) fue un futbolista húngaro que jugó en la posición de centrocampista.

## Equipos
| Periodo   | Club                      |
| --------- | ------------------------- |
| 1985–1993 | Csepel SC                 |
| 1993–1996 | Kispesti Honved FC        |
| 1996      | Békéscsabai 1912 Előre SE |
| 1997      | FC 1899 Szeged            |

## Logros
- NB I (1): 1989
- Copa de Hungría (2): 1985, 1995/96